# Haut-Vully–Môtier I
Haut-Vully–Môtier I est le nom d'un site palafittique préhistorique des Alpes, situé sur les rives du lac de Morat sur la commune de Mont-Vully dans le canton de Fribourg, en Suisse. Le site a été classé le 27 juin 2011 au patrimoine mondial de l'UNESCO avec 110 autres sites lacustres du Néolithique dans les Alpes. 